# 1 Armia Francuska „Ren i Dunaj”

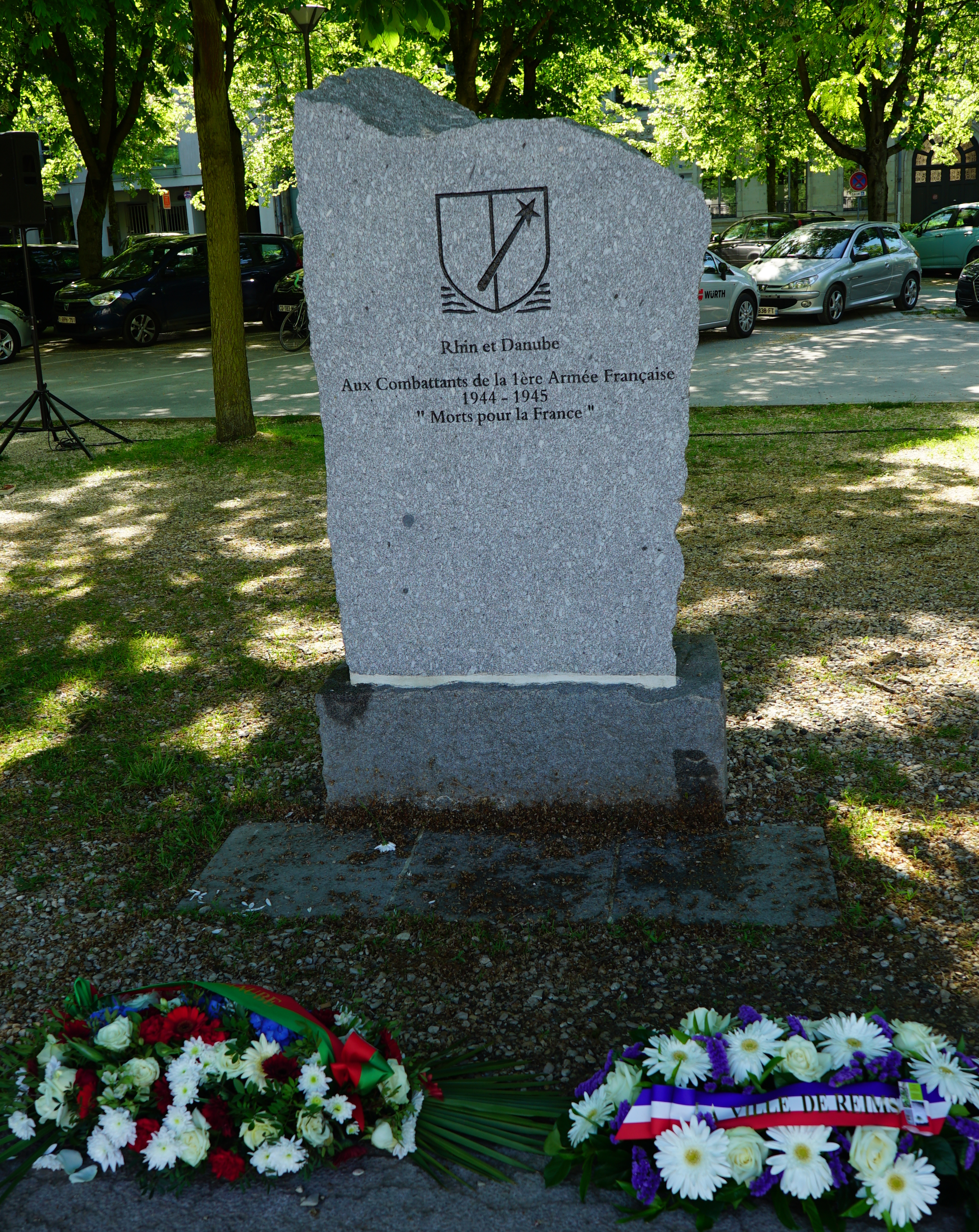
Kamień pamiątkowy w Reims poświęcony 1 Armii Francuskiej „Ren i Dunaj” (2018)

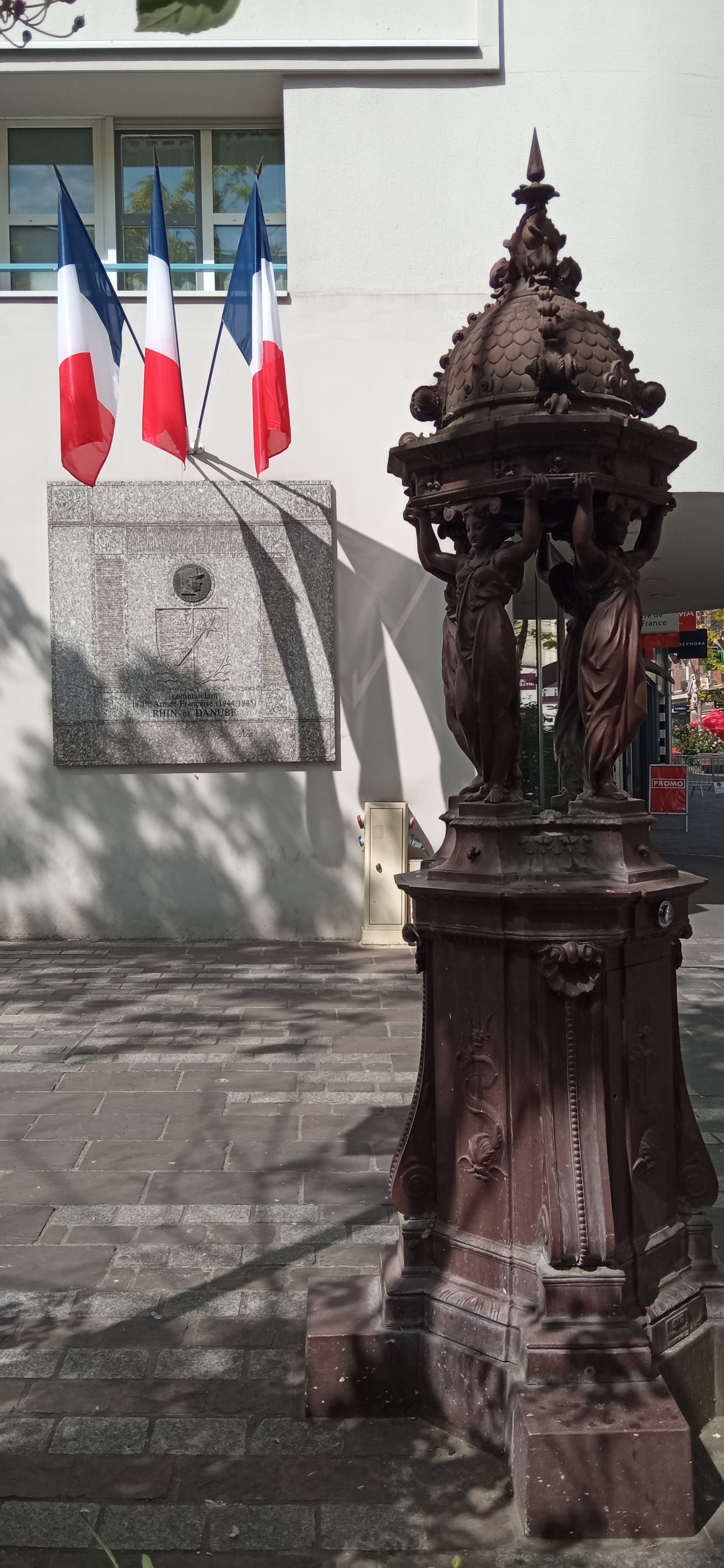
Tablica pamiątkowa w Colombes poświęcona 1 Armii Francuskiej „Ren i Dunaj” (2022)

1 Armia Francuska „Ren i Dunaj” (fr. 1re Armée Française „Rhin et Danube”) – związek operacyjny Francuskiej Armii Wyzwolenia w czasie II wojny światowej, w którego składzie znajdowały się 19 i 29 Zgrupowania Piechoty Polskiej.

## Nazwy jednostki
- 2 Armia (2e Armée): 26 grudnia 1943 – 23 stycznia 1944
- Armia B (Armée B): 23 stycznia 1944 – 23 września 1944
- 1 Armia Francuska (1re Armée Française): 23 września 1944 – maj 1945
- 1 Armia Francuska „Ren i Dunaj” (1re Armée Française „Rhin et Danube”): maj – 1 sierpnia 1945

## Sformowanie
31 lipca 1943 roku doszło do zjednoczenia Sił Wolnych Francuzów (FFL) podległych rozkazom Komitetowi Wolnej Francji generała Charles’a de Gaulle’a i Armii Afryki, która po rozwiązaniu Armii Rozejmowej opowiedziała się za antypetainowskim generałem Henrim Giraudem. Utworzona została Francuska Armia Wyzwolenia – siły zbrojne Francuskiego Komitetu Wyzwolenia Narodowego, a następnie Rządu Tymczasowego.
W grudniu 1943 roku w składzie Francuskiej Armii Wyzwolenia sformowana została 2 Armia, którą od stycznia 1944 roku zaczęto nazywać Armią B. Jej dowódcą został generał armii Jean de Lattre de Tassigny – były oficer Armii Rozejmowej, który ze względu na wydanie podkomendnym rozkazu walki z hitlerowcami w listopadzie 1942 został wtrącony do więzienia przez reżim Vichy.

## Struktura organizacyjna
Dowódca:
- generał Jean de Lattre de Tassigny

1 Korpus Armijny (dowódca: generał Henry Martin, następnie generał Antoine Béthouart):
- 2 Marokańska Dywizja Piechoty
- 4 Marokańska Dywizja Górska
- 9 Kolonialna Dywizja Piechoty
- 14 Dywizja Piechoty
- 1 Dywizja Pancerna

2 Korpus Armijny (dowódca: generał Henry Martin, następnie generał Joseph de Goislard de Monsabert):
- 1 Marszowa Dywizja Piechoty (w marcu 1945 roku wyłączona ze składu armii i podporządkowana Armii Alpejskiej[6])
- 1 Dywizja Piechoty[7]
- 3 Algierska Dywizja Piechoty
- 2 Dywizja Pancerna[a] (w składzie armii między 5 grudnia 1944 a 10 lutego 1945 roku)
- 5 Dywizja Pancerna

Pozostałe jednostki 1 Armii Francuskiej:
- 10 Dywizja Piechoty
- 27 Dywizja Piechoty Górskiej (w marcu 1945 roku wyłączona ze składu armii i podporządkowana Armii Alpejskiej)
- Batalion de Choc
- Zgrupowanie Komandosów Afryka
- Zgrupowanie Komandosów Francja
- cztery Zgrupowania Taborów Marokańskich
- szesnaście zgrupowań artylerii
- sześć pułków niszczycieli czołgów
- dwa rozpoznawcze pułki pancerne
- cztery pułki inżynieryjnie
- trzy pułki pionierów[b]
- dwanaście zgrupowań artylerii przeciwlotniczej
- jednostki transportowe, medyczne, kwatermistrzowskie

## Szlak bojowy
Swój szlak bojowy Armia B rozpoczęła 15 sierpnia 1944 roku od lądowania w Prowansji. Uprzednio, w lipcu, został do niej włączony wycofany z Włoch Francuski Korpus Ekspedycyjny. Późnym latem wyzwolone zostały między innymi Marsylia, Tulon i Lyon. 12 września 1944 roku doszło do spotkania z 2 Dywizją Pancerną. W tym samym czasie związek taktyczny otrzymał nową nazwę – 1 Armia Francuska. Doszło także do włączenia w jej skład części bojowników walczących dotąd we Francuskich Siłach Wewnętrznych (FFI) – zjednoczonego Ruchu Oporu.
W październiku armia wzięła udział w bitwie o Wogezy, natomiast zimą z 1944 na 1945 rok w wyzwoleniu Alzacji, między innymi w ciężkich walkach pod Colmarem. W marcu 1 Armia Francuska przekroczyła Ren wkraczając w granicę Niemiec i tocząc boje na Linii Zygfryda. W kwietniu i maju armia wzięła udział w walkach w Badenii i Wirtembergii, w Schwarzwaldzie oraz w Vorarlbergu. Swój szlak bojowy zakończyła w południowo-zachodnich Niemczech oraz w zachodniej Austrii.
Po wojnie żołnierze 1 Armii Francuskiej „Ren i Dunaj” pełnili służbę okupacyjną w Niemczech i w Austrii.

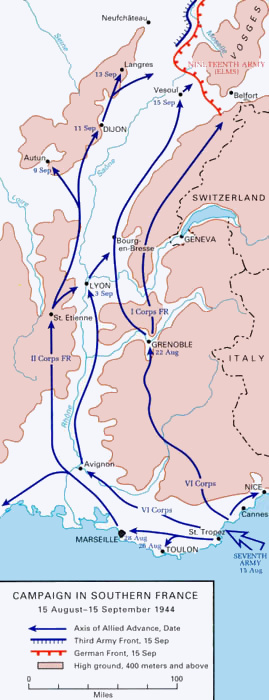
Wyzwolenie Francji południowo-wschodniej późnym latem 1944
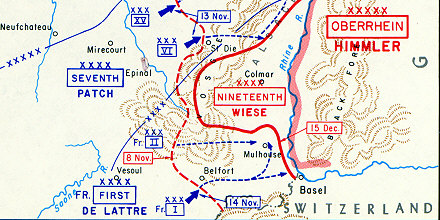
Walki w Alzacji w listopadzie i grudniu 1944
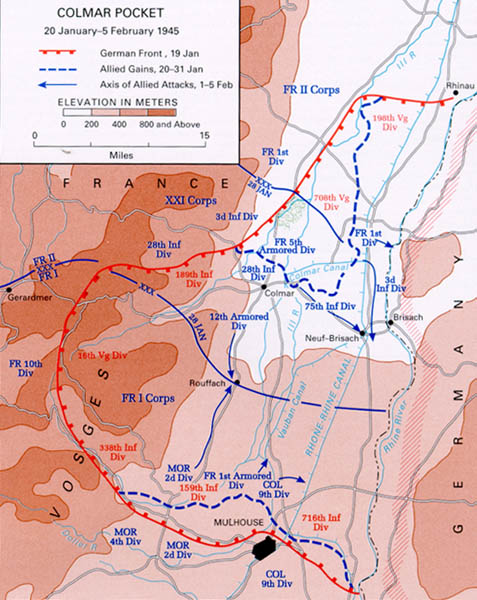
Walki nad Renem w styczniu i lutym 1945
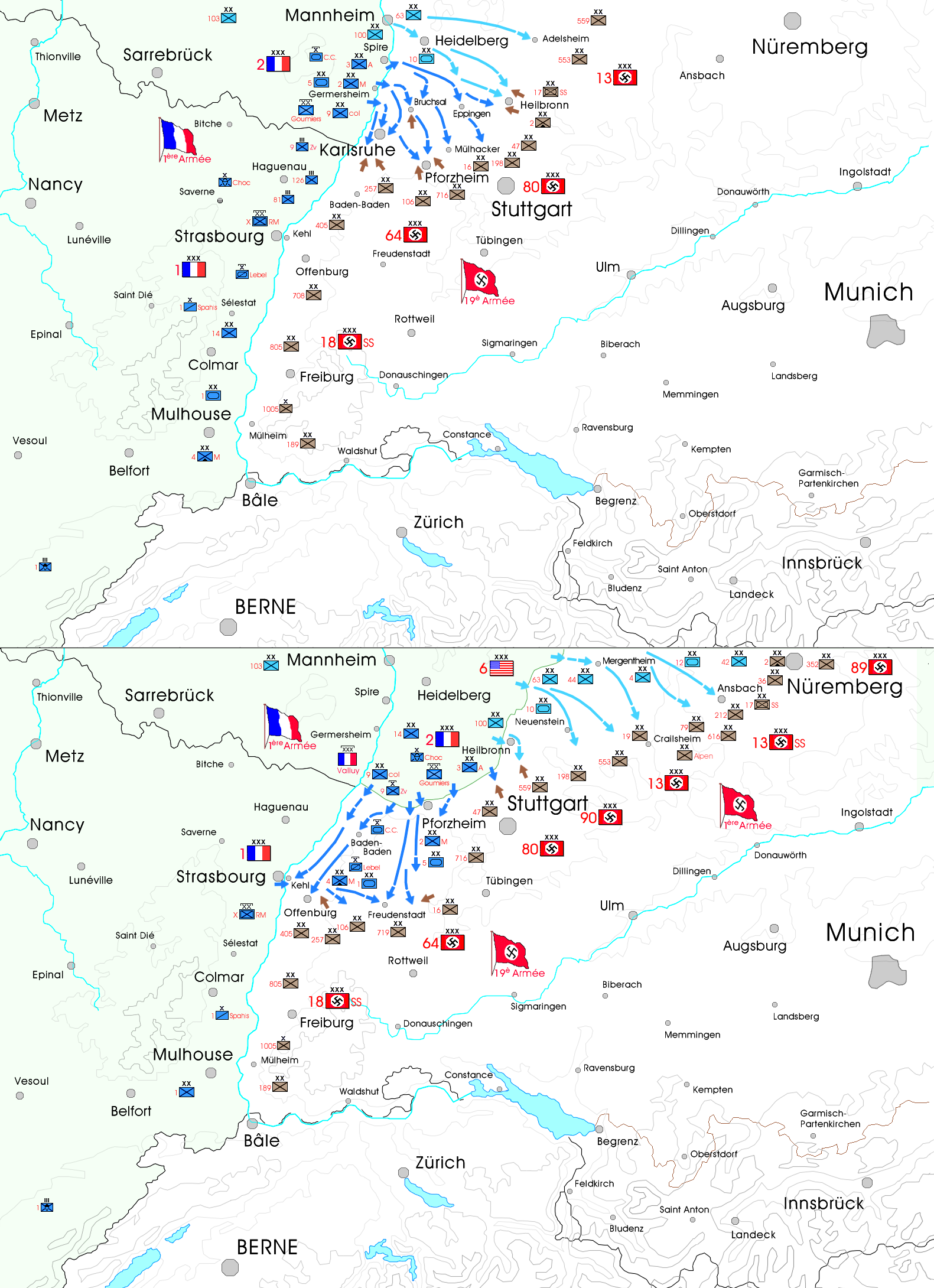
Walki w Niemczech między 31 marca a 19 kwietnia 1945
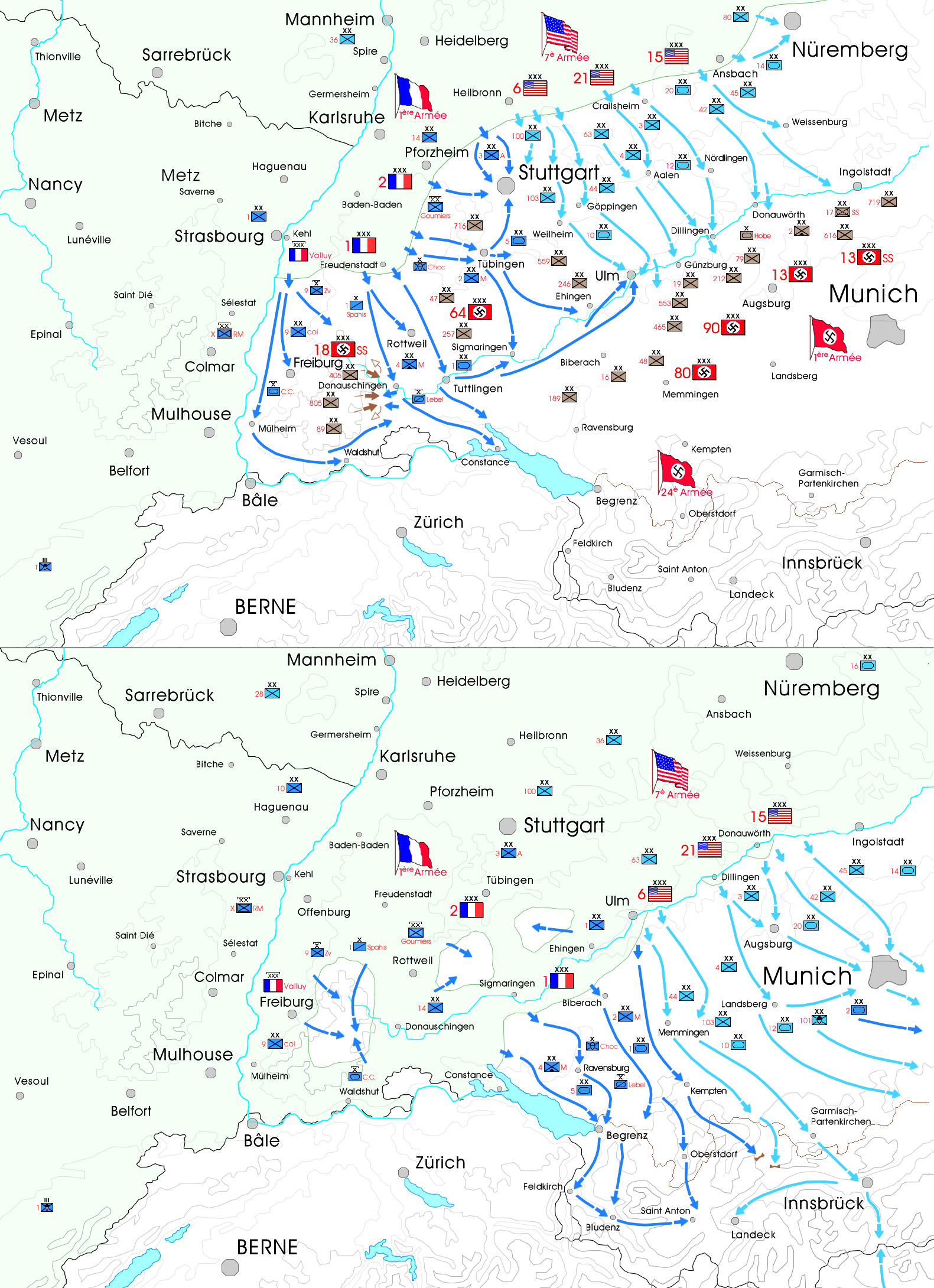
Walki w Niemczech i w Austrii między 20 kwietnia a 8 maja 1945

## Stan liczebny
| Data                         | liczba ludzi |
| ---------------------------- | ------------ |
| sierpień 1944                | 50 tys.      |
| wrzesień 1944                | 77 tys.      |
| listopad 1944                | 237 tys.     |
| listopad 1944 – styczeń 1945 | 248 tys.     |
| styczeń – luty 1945          | 265 tys.     |
| luty – marzec 1945           | 262 tys.     |
| marzec 1945                  | 250 tys.     |
| kwiecień – maj 1945          | 252 tys.     |

Po wyzwoleniu Francji około 114 tysięcy byłych bojowników Ruchu Oporu (ponad 30% stanu FFI) dołączyło do Francuskiej Armii Wyzwolenia. Część z nich trafiła do już istniejących jednostek 1 Armii Francuskiej, z reszty sformowano 1 Dywizję Piechoty, 10 Dywizję Piechoty, 14 Dywizję Piechoty i 27 Dywizję Piechoty Górskiej.
Straty armii między sierpniem 1944 a majem 1945 roku wyniosły 13 874 zabitych i 42 256 rannych.

## Znak wyróżniający, sprzęt i mundury
Znak wyróżniający 1 Armii Francuskiej „Ren i Dunaj” był wzorowany na herbie Colmar – francuskiego miasta w departamencie Górny Ren, o który armia toczyła ciężkie boje zimą z 1944 na 1945. Wprowadzono go w czerwcu 1945 roku.
1 Armia Francuska używała sprzętu amerykańskiego i brytyjskiego, a niekiedy także przedwojennego francuskiego (między innymi karabinów MAS 36 i pistoletów maszynowych MAS 38). W przypadku mundurów stosowano zarówno umundurowanie francuskie wz. 35 i wz. 41, jak i amerykańskie oraz brytyjskie.